# Ilex machilifolia
Ilex machilifolia là một loài thực vật có hoa trong họ Aquifoliaceae. Loài này được H.W. Li mô tả khoa học đầu tiên năm 1985.